# Rhipidura rufiventris
El abanico norteño (Rhipidura rufiventris) es una especie de ave paseriforme de la familia Rhipiduridae propia de las islas menores de la Sonda, las Molucas, el norte de Australia, Nueva Guinea y demás islas circundantes.

## Descripción
Es un pájaro que mide entre  16,5 cm y 18,5 cm de largo. Su plumaje en la parte superior es color marrón oscuro la garganta y el vientre blanco son ocre claro. Posee una cabeza grande y el pico más fuerte en comparación con los otros abanicos.
En términos de comportamiento, también es menos típica que otros abanicos; tiene menos tendencia a abrir las plumas de cola y a menudo se sienta como un papamoscas tranquilamente en una rama.

## Taxonomía
Según Alan P. Peterson, existen las siguientes subespecies:
- Rhipidura rufiventris assimilis Gray,GR 1858
- Rhipidura rufiventris bouruensis Wallace 1863
- Rhipidura rufiventris cinerea Wallace 1865
- Rhipidura rufiventris finitima Hartert 1918
- Rhipidura rufiventris finschii Salvadori 1882
- Rhipidura rufiventris gigantea Stresemann 1933
- Rhipidura rufiventris gularis Muller,S 1843
- Rhipidura rufiventris hoedti Buttikofer 1892
- Rhipidura rufiventris isura Gould 1841
- Rhipidura rufiventris kordensis Meyer,AB 1874
- Rhipidura rufiventris mussai Rothschild y Hartert 1924
- Rhipidura rufiventris nigromentalis Hartert 1898
- Rhipidura rufiventris niveiventris Rothschild y Hartert 1914
- Rhipidura rufiventris obiensis Salvadori 1876
- Rhipidura rufiventris pallidiceps Hartert 1904
- Rhipidura rufiventris rufiventris (Vieillot) 1818
- Rhipidura rufiventris setosa (Quoy y Gaimard) 1830
- Rhipidura rufiventris tangensis Mayr 1955
- Rhipidura rufiventris tenkatei Buttikofer 1892
- Rhipidura rufiventris vidua Salvadori y Turati 1874

## Distribución y hábitat
Se encuentra en el norte de Australia, Indonesia, Nueva Guinea y las islas del norte de Melanesia.
Sus hábitats naturales son los bosques bajos húmedos  tropicales y los manglares tropicales.